# Rondeletiola
Rondeletiola (лат.) — род головоногих моллюсков из семейства сепиолиды (Sepiolidae). Длина мантии до 2,5 см. Обитают в водах восточной части Атлантического океана, а также в Средиземноморье. Они безвредны для человека, для оценки их охранного статуса недостаточно данных, объектом промысла не являются.

## Классификация
На август 2023 года в род включают 2 вида:
- Rondeletiola capensis (Voss, 1962)
- Rondeletiola minor (Naef, 1912)